# درابول
درابول (بالفارسية: درابول) هي قرية تقع في البلدة المركزية في إيران. يقدر عدد سكانها بـ 41 نسمة بحسب إحصاء 2016.